# Anaimalai (Tamil Nadu)
Anaimalai es una ciudad y nagar Panchayat situada en el distrito de Coimbatore en el estado de Tamil Nadu (India). Su población es de 17208 habitantes (2011). Se encuentra a 74 km de Coimbatore.

## Demografía
Según el censo de 2011 la población de Anaimalai era de 17208 habitantes, de los cuales 8279 eran hombres y 8929 eran mujeres. Anaimalai tiene una tasa media de alfabetización del 78,86%, inferior a la media estatal del 80,09%: la alfabetización masculina es del 85,59%, y la alfabetización femenina del 72,67%.